# 西利涅 (留波姆區)
51°22′30″N 24°1′40″E / 51.37500°N 24.02778°E
西利涅（烏克蘭語：Сильне），是烏克蘭的村落，位於該國西部沃倫州，由科韋利區負責管轄，面積2.21平方公里，海拔高度173米，2001年人口475，人口密度每平方公里214.93人。